# GNU Binutils
Las GNU Binary Utilities, o binutils, es una colección de herramientas de programación para la manipulación de código de objeto en varios formatos de archivos objeto. Las versiones actuales fueron escritas originalmente por programadores de Cygnus Solutions usando la biblioteca de BFD. Estas herramientas se usan típicamente en conjunto con el GCC, make y GDB.
Originalmente el paquete consistió solamente en las utilidades menores, pero después el GNU Assembler (GAS) y el GNU Linker (GLD) fueron incluidos en los lanzamientos, puesto que su funcionalidad estaba relacionada estrechamente.
La mayoría de las binutils son programas relativamente simples. La mayor parte de la complejidad están encapsuladas en las bibliotecas de BFD y en las librerías libopcodes que ellos comparten.
Las versiones originales de BFD fueron escritas por David Henkel-Wallace y Steve Chamberlain. Entre las personas que han mantenido el proyecto en los últimos años se encuentran Ken Raeburn y Ian Lance Taylor, y desde 2005 es Nick Clifton. 

## Instalar
Estos son los comandos que se deben ejecutar para instalar las GNU Binary Utilities.En Debian GNU/Linux y derivados (Ubuntu, Mint...):
sudo apt install -y binutils
En Arch Linux, Manjaro y derivados:
sudo pacman -S binutils
En Fedora:
sudo dnf install binutils
Binutils incluye los siguientes comandos:
- as - ensamblador
- ld - enlazador
- addr2line - convierte una dirección en archivo y línea
- ar - crea, modifica y extrae desde  archivos
- c++filt - filtro demangling  para símbolos C++
- nm - lista de símbolos en archivos objeto
- objcopy - copia archivos objeto, posiblemente haciendo cambios
- objdump - vuelca información sobre archivos objeto
- ranlib - genera índice para archivos
- readelf - muestra el contenido de archivos ELF
- size - lista el tamaño total y de sesión
- strings - lista las cadenas de caracteres imprimibles
- strip - elimina símbolos de archivos objeto
- gprof - perfilador